# Caldilinea aerophila
Caldilinea aerophila é uma espécie de bactéria termofílica filamentosa e a espécie típica de seu gênero. É Gram-negativo, não formador de esporos, com cepa do tipo STL-6-O1T (=JCM 11388T = DSM 14525T).